# Margaret Erskine (écrivain)
Pour les articles homonymes, voir Erskine.
Margaret Erskine, pseudonyme de Margaret Wetherby Williams, née en 1901 à Kingston, en Ontario, et décédée en 1984, est un auteur canadien de roman policier.

## Biographie
Née au Canada dans une famille fortunée, elle est élevée dans le Devon en Angleterre, où elle reçoit une éducation privée.
Elle amorce sa carrière littéraire en adoptant le pseudonyme de Margaret Erskine avec la publication en 1938 de And Being Dead, réédité l'année suivante aux États-Unis sous le titre The Limping Man. Apparaît dans ce premier roman policier son héros récurrent l'inspecteur Septimus Finch, septième fils, comme son prénom l'indique, d'une grande famille, et fin limier de la police judiciaire anglaise (CID). Personnage singulier, c'est un homme grand et corpulent qui donne toutes les apparences d'un officiel grave et solennel, mais qui, lorsqu'il s'anime, trompe les attentes avec sa démarche paresseuse et sa voix de fausset aussi douce que celle d'une femme.
Après le premier opus, Margaret Erskine attend près de dix ans avant de donner une deuxième enquête à l'inspecteur Finch, qui revient ensuite dans tous ses titres – une vingtaine – qu'elle fait paraître de façon régulière jusqu'en 1978. Whodunits standards, les récits de Margaret Erskine mettent souvent en scène un crime au sein d'une grande famille dont les membres, couvrant plusieurs générations, résident tous dans une vieille et lugubre demeure ancestrale.

## Œuvre

### Romans

#### SérieInspecteur Septimus Finch
- And Being Dead  ou The Limping Man ou The Painted Face (1938) Publié en français sous le titre Le Boiteux mystérieux, Paris, Nouvelle Revue critique, coll. L'Empreinte no 180, 1940
- The Whispering House ou The Voice of the House (1947)
- I Knew MacBean ou Caravan of Night (1948)
- Give Up the Ghost (1949)
- The Disappearing Bridegroom ou The Silver Ladies (1950)
- Death of Our Dear One ou Look Behind You, Lady ou Don’t Look Behind You (1952)
- Dead by Now (1953)
- Fatal Relations ou Old Mrs. Ommanney is Dead ou The Dead Don’t Speak (1955)
- The Voice of Murder (1956)
- Sleep No More (1958)
- The House of the Enchantress ou A Graveyard Plot (1959) Publié en français sous le titre La Maison des enchantements, Paris, Éditions de Trévise, coll. « Le Cachet » no 21, 1961 ; réédition, Paris, Librairie des Champs-Élysées, coll. « Le Masque » no 2432, 2000
- The Woman at Belguardo (1961)
- The House in Belmont Square ou No. 9 Belmont Square (1963)
- Take a Dark Journey ou The Family at Tammerton (1965)
- Case with the Three Husbands (1967) Publié en français sous le titre Plus ou moins mort, Paris, Presses de la Cité, Un mystère 2e série no 98, 1968
- The Ewe Lamb (1968)
- The Case of Mary Fielding (1970)
- The Brood of Folly (1971)
- Besides the Wench is Dead (1973) Publié en français sous le titre Quand la brume se lève, Paris, Librairie des Champs-Élysées, Le Masque no 1495, 1977
- Harriet Farewell (1975)
- The House in Hook Street (1978)

## Sources
- Jacques Baudou et Jean-Jacques Schleret, Le Vrai Visage du Masque, vol. 1, Paris, Futuropolis, 1984, 476 p. (OCLC 311506692), p. 178.
- Claude Mesplède (dir.), Dictionnaire des littératures policières, vol. 1 : A - I, Nantes, Joseph K, coll. « Temps noir », 2007, 1054 p. (ISBN 978-2-910686-44-4, OCLC 315873251), p. 403.
- (en) John M. Reilly (Ed.), Twentieth-century crime and mystery writers, New York, St. Martin's Press, coll. « Twentieth-century writers of the English language », 1982 (réimpr. 1991), 2e éd., 1568 p. (ISBN 978-0-312-82417-4, OCLC 6688156), p. 300-301.